# Неготино
Неготино (мкд. Неготино), такође архаично срп. Неготин на Вардару, је град у Северној Македонији, у средишњем делу државе. Неготино је седиште и највеће насеље истоимене општине.

## Порекло назива
Име Неготино је словенизовано име античког насеља Антигонеа. Старији назив насеља је Неготин (на Вардару).

## Географија
Неготино је смештено у средишњем делу Северне Македоније. Од најближег већег града, Кавадараца, насеље је удаљено 10 km североисточно.
Насеље Неготино се налази у историјској области Тиквеш. Град је смештен у долини реке Вардар, у средишњем делу Тиквешке котлине. Насеље је положено на приближно 150 m надморске висине, у равничарском подручју.
Месна клима је измењена континентална са значајним утицајем Егејског мора (жарка лета). Оваква клима је веома погодна за узгој грожђа и за винарску индустрију.
Положај града је изузетно повољан пошто је на путу, који преко Београда моравском и вардарском долином повезује Панонску низију са источним Средоземљем, односно Солуном.

## Историја
Данашње насеље води порекло од античког насеља Антигонеа, које је настало у 3 веку п. н. е.. Данас на подручју општине Неготино постоји велики број археолошких локалитета.
Данашњи град Неготино је образован у касном средњем веку како занатско насеље.
Дан општине је 8. новембар, дан ослобођења Неготина од фашистичких окупатора 1944. године.

## Становништво
Неготино је према последњем попису из 2021. године имало 12.488 становника.
| Национални састав према попису из 2021.‍ | Национални састав према попису из 2021.‍ | Национални састав према попису из 2021.‍ | Национални састав према попису из 2021.‍ | Национални састав према попису из 2021.‍ |
| --------------------------------------- | --------------------------------------- | --------------------------------------- | --------------------------------------- | --------------------------------------- |
|                                         |                                         |                                         |                                         |                                         |
| Македонци                               | Македонци                               |                                         | 11.476                                  | 91,9%                                   |
| непописани                              | непописани                              |                                         | 681                                     | 5,4%                                    |

Претежна вероисповест месног становништва је православље.

## Знаменитости града
Земљорадња, а посебно виноградарство, представља главну економску делатност у општини Неготино. Општина Неготино има годишњу производњу од 20—25 милиона килограма грожђа.
Значајније манифестације које се одржавају у општини Неготино су „Фестивалот на виното“ (Фестивал вина) који се одржава на Светог Трифуна, 14. фебруара, „Манастирска вечер“ и „Неготински панађур“ који се одржавају на Малу Госпојину, 20—23. септембра.